# 시즈이치노촌
시즈이치노촌(일본어: 静市野村)은 일본 교토부 오타기군에 설치되었던 촌이다.